# Subantarctia dugdalei
Subantarctia dugdalei är en spindelart som beskrevs av Forster 1956. Subantarctia dugdalei ingår i släktet Subantarctia och familjen Orsolobidae. Inga underarter finns listade i Catalogue of Life.